# سارا آرونز
سارا آرونز (انگلیسی: Sarah Aarons؛ زادهٔ ۴ اکتبر ۱۹۹۴)  ترانه‌سرای اهل ملبورن، استرالیا است. او اکنون در لس آنجلس مستقر است،  آرون با انتشارات سونی ای‌تی‌وی امضا شده‌است. او در نویسندگی «بمان» توسط زد و آلیسیا کارا  و «وسط» توسط زد، مارن موریس و گری همکاری کرد، که هر دو به رتبه ۱ در ۴۰ تاپ اصلی رسیدند و هر کدام گواهینامه دابل پلاتین را در ایالات متحده دریافت کردند. در سال ۲۰۱۹، آرون در شصت و یکمین دوره جوایز سالانه گرمی برای کارش در وسط نامزد دریافت آهنگ سال شد.